# Bernarde Laffaille
Bernard Laffaille (Reims, 2 aprile 1900 – Parigi, 24 giugno 1955) è stato un ingegnere francese.
Si dedicò soprattutto di ingegneria strutturale. Inizialmente si occupa di gusci sottili in cemento armato, a doppia curvatura, realizzando nel 1933 a Dreux, il primo esempio di copertura con un paraboloide iperbolico. Si occuperà subito dopo di costruzioni metalliche, con sperimentazioni su modelli, fino alla costruzione del padiglione di Francia per l'esposizione di Zagabria del 1936, con una copertura a cavi sospesi.
Si occupa di prefabbricazione con le V Laffaille, colonne leggere a forma di V, e di gestione e programmazione dell'attività del cantiere.
Dopo la guerra, progetta per la SNCF numerose rotonde ferroviarie, il cui prototipo sarà quella di Avignone. 
Lavora con Le Corbusier alle unité d'habitation, in particolare con Iannis Xenakis, e con Jean Prouvé a numerosi progetti, tra cui il brevetto di una copertura a shed. Il suo ultimo lavoro importante sarà la collaborazione con Guillaume Gillet alla costruzione della cattedrale di Notre Dame di Royan.